# Abdurehim Ötkür
Abdurehim Tileshüp Ötkür (uigur, ئابدۇرېھىم تىلەشۈپ ئۆتكۈر, Kumul, Xinjiang, 1923-5 de octubre de 1995) célebre escritor uigur.
Se graduó en la Universidad de Xinjiang en 1942 y trabajó como editor hasta 1949, más tarde como intérprete al saber uigur, chino, ruso e inglés hasta 1980 y luego en el Instituto de Estudios Literarios de la Academia de Filosofía y Ciencias Sociales

## Obra
- Qeshqer Kéchisi, Ürümchi: Xinjiang People's Press, 1980.
- Iz, Ürümchi: Xinjiang People's Press, 1985.
- Ömür Menzilliri, Ürümchi: Xinjiang Youths Press, 1985.
- Oyghanghan Zimin (trilogía)